# Yamim Noraim
Yamim Noraim (Días Temibles) es el nombre que se les da a los diez días que transcurren entre la festividad de Rosh Hashaná (Año Nuevo judío) y Yom Kipur (Día del Perdón), ambos inclusive.
Esos son días de reflexión e introspección para los judíos, en los cuales aquellos que consideran haber realizado alguna falta a lo largo del año tienen oportunidad de remediarlo. Según la tradición, durante esos días Dios evalúa a los creyentes por su actuar durante todo el año y termina de juzgar en Yom Kipur y su respectivo desenlace en el correr del nuevo año.
Se les llama días terribles porque Dios devuelve los corazones a la fe y a las mitzvot con mayor fuerza. De hecho, la Teshuvá no solo es contrición por sí misma, sino que también es escuchar el llamado de Dios para aumentar la espiritualidad de uno mismo y el servicio a Dios: eso es Avodah.
La tradición cuenta[cita requerida] que durante esos días, Dios solamente perdona los pecados de los hombres hacia las Escrituras pero no perdona los pecados del hombre hacia el prójimo, por lo tanto durante esos días es el deber de los creyentes remediar sus faltas con sus semejantes.

Debido a esto (la Teshuvá), toda la Casa de Israel acostumbra acrecentar en caridad y en buenas acciones y dedicarse a los preceptos desde Rosh Hashaná hasta Yom Kipur más que en todo el año
Maimónides, Mishné Torá

.